# Dinamo Basket Sassari
La Polisportiva Dinamo, conocido también por motivos de patrocinio como Banco di Sardegna Sassari, es un equipo de baloncesto italiano con sede en la ciudad de Sassari, que compite en la Serie A, la primera división del baloncesto en Italia y en la Basketball Champions League, la máxima competición continental. Disputa sus partidos en el Palasport Roberta Serradimigni, con capacidad para 5000 espectadores.

## Historia
El equipo fue fundado en el año 1960 por un grupo de estudiantes de la localidad, aunque no fue hasta 1963 cuando comenzó a disputar competiciones regionales. En 1966 alcanza por fin la categoría nacional (Serie C) y en 1981 llega a la Serie B. En 1989 accede a la Serie A2, donde permanece hasta el año 2000, cuando vuelve a descender a la Serie B. Tras tres años en la tercera categoría del baloncesto italiano, regresa a la A2, donde juega desde entonces.
Tras estar muy cerca de conseguir el ascenso a la Serie A en la temporada 2008/09 en la que cayó derrotado en el play-off final ante Vanoli Soresina por 3-1, la temporada siguiente consiguió obtener una plaza para poder participar por primera vez en su historia en la máxima categoría del baloncesto italiano de cara a la temporada 2010/11.
En el 2014 logró la Copa de Italia y la Supercopa de Italia. En la temporada 2014/15 se consagró campeón de la liga y ganó su segunda Copa de Italia.

## Patrocinadores
Por motivo de patrocinio, el club ha tenido diversos nombres a lo largo de su historia:
- Banca Popolare Sassari (2005-2006)
- Banco di Sardegna Sassari (1992-2005, 2006-2010, 2011-)
- Dinamo Sassari (2005-2006)
- Dinamo Ford Sassari (2010-2011)

## Registro por Temporadas
| Temporada | División | Liga    | Posición | Play-Offs          | Copa Italiana    | Competición Europea                                    |
| --------- | -------- | ------- | -------- | ------------------ | ---------------- | ------------------------------------------------------ |
| 2001–02   | 3        | Serie B | 2        | Subcampeones       | –                | –                                                      |
| 2002–03   | 3        | Serie B | 3        | Asciende           | –                | –                                                      |
| 2003–04   | 2        | Legadue | 10       | –                  | –                | –                                                      |
| 2004–05   | 2        | Legadue | 13       | –                  | –                | –                                                      |
| 2005–06   | 2        | Legadue | 11       | –                  | –                | –                                                      |
| 2006–07   | 2        | Legadue | 13       | –                  | –                | –                                                      |
| 2007–08   | 2        | Legadue | 3        | Cuartos de final   | –                | –                                                      |
| 2008–09   | 2        | Legadue | 5        | Subcampeones       | –                | –                                                      |
| 2009–10   | 2        | Legadue | 3        | Asciende (Campeón) | –                | –                                                      |
| 2010–11   | 1        | Serie A | 6        | Cuartos de final   | –                | –                                                      |
| 2011–12   | 1        | Serie A | 4        | Semifinales        | Cuartos de final | –                                                      |
| 2012–13   | 1        | Serie A | 2        | Cuartos de final   | Semifinales      | 2 Eurocup Fase de grupos                               |
| 2013–14   | 1        | Serie A | 4        | Semifinales        | Campeón          | 2 Eurocup Octavos de final                             |
| 2014–15   | 1        | Serie A | 5        | Campeón            | Campeón          | 1 Euroleague Fase de grupos 2 Eurocup Last 32          |
| 2015–16   | 1        | Serie A | 7        | Cuartos de final   | Cuartos de final | 1 Euroleague Fase de grupos 2 Eurocup Last 32          |
| 2016–17   | 1        | Serie A | 5        | Cuartos de final   | Finalista        | 3 Champions League Cuartos de final                    |
| 2017–18   | 1        | Serie A | 10       | –                  | –                | 3 Champions League Fase de grupos 4 Europe Cup Last 16 |
| 2018–19   | 1        | Serie A | 2        | Subcampeón         | Semifinales      | 4 Europe Cup Campeón                                   |
| 2019–20   | 1        | Serie A | 2.º      | Cancelada          | Cuartos de final | 3 Champions League Octavos de final                    |
| 2020–21   | 1        | Serie A | 5        | Semifinales        | Cuartos de final | 3 Champions League Octavos de final                    |
| 2021–22   | 1        | Serie A | 4        | Semifinales        | Cuartos de final | 3 Champions League Fase Regular                        |
| 2022–23   | 1        | Serie A | 5        | Semifinales        | -                | 3 Champions League Fase Regular                        |

## Palmarés
- 1 Copa Europea de la FIBA: 2018-19
- 1 Liga italiana: 2015
- 2 Copas de Italia: 2014, 2015
- 2 Supercopas de Italia: 2014, 2019
- 1 Play-Offs Legadue: 2010
- 1 B1: 2003

## Jugadores destacados
| - Marco Cusin - Luca Lechthaler - Brian Sacchetti - Amedeo Tessitori - Manuel Vanuzzo - Kenny Kadji - Santi Toledo - Antti Nikkilä - Dimitrios Tsaldaris - Benjamin Eze - Michał Ignerski - Jiří Hubálek - Cheikh Mbodj - Vanja Plisnić - Ken Barlow - Keith Benson - Jeff Brooks - Steve Burtt Sr - Lionel Chalmers - Randolph Childress - Drake Diener - Jerome Dyson - Tony Easley - Drew Gordon - Caleb Green | - Steve Hunter - Linton Johnson - Marcelus Kemp - Terry McCord - Juan Pattillo - Jason Rowe - Rakim Sanders - Omar Thomas - Marvis Thornton - James White - David Young - Juan Pablo Cantero - Manuel Carrizo - Juan Manuel Fernández - Miroslav Todić - Philip Martin - Nika Metreveli - Sani Bečirovič - Howard Carter - Peter Ezugwu - Quinton Hosley - Travis Diener - Othello Hunter - Marques Green - Gani Lawal |